# ثخين القدم
ثخين القدم أو بكابوديوم ، (الاسم العلمي: Pachypodium) ، هو جنس ينتمي للفصيلة دفلية .